# Вересень 2024
Вересень 2024 — дев'ятий місяць 2024 року, що розпочався у неділю 1 вересня та закінчився в понеділок 30 вересня.

## Події
3 вересня
- Зранку війська РФ атакували територію учбового закладу на Полтавщині двома балістичними ракетами, зруйнувавши будівлю військового Інституту зв'язку, 50 загиблий та більш ніж 235 поранених[1][2][3].

4 вересня
- Ринкова капіталізація корпорації Nvidia за 1 день впала на 279 млрд доларів, рекордне падіння в історії фондових бірж[4].

5 вересня
- Мішель Барньє став новим прем'єром-міністром Франції[5].

9 вересня
- У Парижі відбулася церемонія закриття Паралімпіади-2024. Лідерами неофіційного командного заліку стали КНР, Сполучене Королівство та США, Україна посіла 7 місце[6][7].

10 вересня
- Перший вихід у відкритий космос приватної особи відбувся під час місії Polaris Dawn(інші мови)[8].

13 вересня
- Тайфун Ягі забрав життя понад 760 людей у шести країнах Азії[9].

16 вересня
- На 76-й церемонії вручення «Еммі» найкращими кінокартинами стали «Сьоґун», «Хитрощі» та «Оленя»[10].

17 вересня
- У Лівані вибухнули пейджери, поранені більш як три тисячі бойовиків «Хезболли»[11].

18 вересня
- Відбулося часткове місячне затемнення.
- На аукціоні «Прозорро.Продажі» в рамках великої приватизації готель «Україна» проданий за 2,5 млрд грн[12].

22 вересня
- Індія здобула перемогу на жіночій на чоловічій Шаховій олімпіаді[13].

23 вересня
- Армія оборони Ізраїлю розпочала масштабну антитерористичну операцію «Стріли півночі» проти Хезболли на півдні Лівану[14]. В результаті ізраїльських авіаударів загинуло щонайменше 492 та поранено понад 1600 осіб — найсмертоносніший день для Лівану з часів ліванської війни 2006 року[15][16][17].
- Анура Кумара Діссанаяке став новим президентом Шрі-Ланки[18].

24 вересня
- Ураган Джон обрушився на Мексику завдавши значної шкоди.[19]

27 вересня
- Внаслідок авіаудару по Бейруту в бункері ліквідований лідер «Хезболли» Хасан Насралла разом з іншими командирами угруповування[20][21]
- Ураган Гелен обрушився на південно-східний берег США, залишивши значні руйнування[22].

30 вересня
- Ізраїль почав наземну операцію на півдні Лівану з метою протидії ліванському угрупованню «Хезболла» в прикордонних районах[23]
- Остання вугільна електростанція Сполученого Королівства «Реткліфф-он-Соар»(інші мови), закривається після 142 років роботи від першої її запуску під час промислової революції[24]